# Got the Beat
Got the Beat (кор. 갓더비트; стилізується як GOT the beat) — південнокорейський супергурт, створений SM Entertainment у 2022 році. Це перший підрозділ проектного гурту Girls On Top, до складу якого входять сім учасниць: солістка БоА, Тейон і Хьойон з Girls' Generation, Сильгі і Венді з Red Velvet та Каріна і Вінтер з Aespa.

## Кар'єра

### Передумови
Усі учасниці Got the Beat входять до складу виконавців компанії SM Entertainment. БоА була активною артисткою з 13 років, коли вона дебютувала як солістка в 2000 році. Тейон і Хьойон дебютували як учасниці Girls' Generation у 2007 році, а також як учасники другого підрозділу Girls' Generation Oh!GG у 2018 році. Тейон також є учасницею першого підрозділу Girls' Generation-TTS з 2012 року. Тейон і Хьойон були солістками з 2015 і 2016 років відповідно. Сильгі та Венді дебютували як учасниці Red Velvet у 2014 році. Сильгі є учасницею підрозділу Red Velvet Red Velvet — Irene & Seulgi з 2020 року, а Венді дебютувала як солістка в 2021 році. Каріна та Вінтер дебютували у складі гурту Aespa у 2020 році.

### 2021—2022: формування та дебют з «Step Back»
SM Entertainment оголосили про запуск проектної групи Girls On Top та її першого підрозділу Got the Beat 27 грудня 2021 року, причому Got the Beat зосереджено на інтенсивних танцювальних піснях та виступах. 28 грудня 2021 року було оголошено, що дебютний сингл гурту «Step Back» вийде 3 січня 2022 року. Пісня зайняла 11-е місце в чарті Gaon Digital і 5-е місце в чарті Billboard World Digital Songs Chart. Гурт представив свою першу пісню «Step Back» на SM Town Live 2022: SMCU Express 1 січня, перш ніж зробити свій офіційний дебют у музичній програмі M Countdown майже через місяць. Got the Beat отримали свою першу перемогу на музичному шоу Inkigayo на SBS 30 січня.

### 2023: перший мініальбомStamp On It
28 грудня 2022 року офіціальні сторінки гурту в соцмережах було змінено на нові, цим самим підтверджуючи свій перший камбек. 29 грудня SM оголосили про повернення з першим мініальбомом Stamp On It 16 січня 2023 року. 1 січня 2023 року гурт брав участь на онлайн концерті «SMTOWN LIVE 2023: SMCUPALACE @ KWANGYA». На концерті виконали свій популярний трек «Step Back» і новий трек «Stamp On It», який увійшов у їх альбом. Пізніше стало відомо, що в альбом увійшло 6 пісень.

## Учасниці
| Сценічний псевдонім | Сценічний псевдонім | Сценічний псевдонім | Справжнє ім'я | Справжнє ім'я | Справжнє ім'я | Дата народження             | Інша діяльність   |
| Українською         | Латиницею           | Хангилем            | Українською   | Латиницею     | Хангилем      | Дата народження             | Інша діяльність   |
| ------------------- | ------------------- | ------------------- | ------------- | ------------- | ------------- | --------------------------- | ----------------- |
| БоА                 | BoA                 | 보아                | Квон Боа      | Kwon Boah     | 권보아        | 5 листопада 1986 (38 років) | Соло-виконавиця   |
| Тейон               | Taeyeon             | 태연                | Кім Тейон     | Kim Taeyeon   | 김태연        | 9 березня 1989 (36 років)   | Girls' Generation |
| Хьойон              | Hyoyeon             | 효연                | Кім Хьойон    | Kim Hyoyeon   | 김효연        | 22 вересня 1989 (35 років)  | Girls' Generation |
| Сильгі              | Seulgi              | 슬기                | Канг Сильгі   | Kang Seulgi   | 강슬기        | 4 лютого 1994 (31 рік)      | Red Velvet        |
| Венді               | Wendy               | 웬디                | Сон Синван    | Shon Seungwan | 손승완        | 21 лютого 1994 (31 рік)     | Red Velvet        |
| Каріна              | Karina              | 카리나              | Ю Джімін      | Yu Jimin      | 유지민        | 11 квітня 2000 (24 роки)    | Aespa             |
| Вінтер              | Winter              | 윈터                | Кім Мінджон   | Kim Min Jeong | 김민정        | 1 січня 2001 (24 роки)      | Aespa             |

## Дискографія

### Мініальбоми
| Назва       | Деталі альбому                                                                                     | Пікові позиці у чартах | Пікові позиці у чартах | Продажі                                          |
| Назва       | Деталі альбому                                                                                     | KOR                    | JPN                    | Продажі                                          |
| ----------- | -------------------------------------------------------------------------------------------------- | ---------------------- | ---------------------- | ------------------------------------------------ |
| Stamp on It | - Реліз: 16 січня 2023 - Лейбл: SM Entertainment - Формат: CD, цифрове завантаження, стриминг, SMC | 3                      | 27                     | - Південна Корея: 171,335 - Японія: 2,583 (Фіз.) |

### Сингли
| Назва         | Рік  | Пікові позиції у чартах | Пікові позиції у чартах | Пікові позиції у чартах | Пікові позиції у чартах | Пікові позиції у чартах | Пікові позиції у чартах | Пікові позиції у чартах | Пікові позиції у чартах | Альбом            |
| Назва         | Рік  | KOR Circle              | KOR Hot                 | JPN Hot                 | NZ Hot                  | SGP                     | US World                | VIE Hot                 | WW                      | Альбом            |
| ------------- | ---- | ----------------------- | ----------------------- | ----------------------- | ----------------------- | ----------------------- | ----------------------- | ----------------------- | ----------------------- | ----------------- |
| «Step Back»   | 2022 | 4                       | 6                       | 69                      | 19                      | 19                      | 5                       | 19                      | 116                     | Сингл без альбому |
| «Stamp on It» | 2023 | 80                      | —                       | —                       | —                       | —                       | —                       | —                       | —                       | Stamp on It       |

## Відеографія

### Музичні відео
| Назва         | Рік  | Режисер(и) | Прим.  |
| ------------- | ---- | ---------- | ------ |
| «Stamp on It» | 2023 | Swisher    | [ 27 ] |

### Інші відео
| Назва                       | Рік  | Режисер(и)  | Прим.  |
| --------------------------- | ---- | ----------- | ------ |
| «'Step Back' Stage Video»   | 2022 | Lucid color | [ 28 ] |
| «'Stamp on It' Stage Video» | 2023 | Невідомий   | [ 29 ] |

## Концерти

### Участь у концертах
- SM Town Live 2022: SMCU Express at Kwangya (2022)[30]
- SM Town Live 2022: SMCU Express (2022)[31]
- SM Town Live 2023: SMCU Palace at Kwangya (2023)[12]

## Нагороди і номінації
| Нагорода                  | Рік  | Категорія                                           | Номінант / Робота | Рузльтат  | Прим.  |
| ------------------------- | ---- | --------------------------------------------------- | ----------------- | --------- | ------ |
| Circle Chart Music Awards | 2023 | Artist of the Year — Global Digital Music (January) | «Step Back»       | Номінація | [ 32 ] |
| Golden Disc Awards        | 2023 | Digital Bonsang                                     | «Step Back»       | Номінація | [ 33 ] |
| Seoul Music Awards        | 2023 | Bonsang Award                                       | Got the Beat      | Перемога  | [ 34 ] |
| Seoul Music Awards        | 2023 | Daesang Award                                       | Got the Beat      | Номінація | [ 34 ] |
| Seoul Music Awards        | 2023 | K-Wave Popularity Award                             | Got the Beat      | Номінація | [ 35 ] |
| Seoul Music Awards        | 2023 | Popularity Award                                    | Got the Beat      | Номінація | [ 35 ] |

## Нотатки
1. ↑  Сингл «Stamp on It» не потрапив у чарт Japan Hot 100, але дебютував та посів 69 місце у чарті Billboard Japan Download Songs[25].
2. ↑  Сингл «Stamp on It» не потрапив у чарт RIAS Top International Streaming, але посів 23 місце у чарті Top Regional Streaming[26].